# House of numbers
House of Numbers: Anatomy of an Epidemic es un controvertido documental sobre el virus de la inmunodeficiencia humana (VIH) y el síndrome de inmunodeficiencia adquirida (sida) producido y dirigido por Brent Leung quien describe la película como un relato de mi viaje a través de la cambiante opinión alrededor del VIH/SIDA. El documental ha sido tachado como parcial y sesgado por la mayoría de los críticos que lo consideran un ejemplo de negacionismo del VIH/sida y de teorías conspiracionistas.
Leung se ha negado a dar detalles sobre la financiación de la película, excepto que los contribuyentes son "de todo el mundo".
En el documental, Leung entrevista a varios científicos y negacionistas del sida, incluyendo a Christine Maggiore, una negacionista seropositiva cuya hija de 3 años murió por no tratarse el sida. La propia Maggiore murió por neumonía y varias infecciones relacionadas con el sida algunos meses antes del lanzamiento de la película. Su muerte es mencionada en letra pequeña en los créditos junto con la afirmación de que "no estuvo relacionada con el HIV". Varios de los científicos entrevistados en el documental protestaron debido a que fueron entrevistados bajo falsos pretextos y que el documental promueve la pseudociencia.

## Contenido
Tras la presentación de los entrevistados, se realiza una breve presentación de la versión negacionista de la historia de la enfermedad del sida:
- Primeras noticias sobre el descubrimiento en 1981 por parte de los CDC de una nueva enfermedad relacionada con los homosexuales, inicialmente llamada GRID. Kary Mullis afirma que los CDC estaban buscando una enfermedad como esta, una nueva plaga, ya que la polio se había erradicado y los CDC tenían problemas financieros.
- Desarrollo de una campaña mediática basada en el miedo a un nuevo virus con la culminación de su cuestionado descubrimiento por el doctor Gallo en 1984.
- Afirma que hubo variaciones continuas en la definición, etiología y epidemiología de la enfermedad: un síndrome, una enfermedad crónica, un recuento de T4 por debajo de 200, una definición política, una categorización. Cada nueva definición por parte de los CDC aumentaba el número de víctimas, incluso retroactivamente.
- En Sudáfrica, donde según los datos oficiales 10 de los 48 millones de habitantes tienen sida, afirma que en 1985 se utilizaba y probablemente aún se utilicen, criterios clínicos simples como una pérdida importante de peso o una fiebre prolongada para que los médicos pudieran diagnosticar el sida sin realizar test alguno, la llamada definición de Bangui.
- En la página web de la OMS, se encuentran 12 definiciones distintas de sida.

A continuación, realiza una crítica los protocolos para tests del VIH en diferentes países desarrollados, destacando los posibles errores que se pueden cometer en la detección, la supuesta falta de tests confirmación en diversos países, la falsa negación de algunos, como Alemania, a realizar tests rápidos, cómo diversas afecciones pueden hacer el test impreciso, las advertencias en las instrucciones de los tests sobre su fiabilidad, etc. Hace hincapié en la contradicción de que los tests pueden variar su diagnóstico según las diferentes directivas/recomendaciones de las organizaciones sanitarias, según los fabricantes o según los países en los que se realicen.
También investiga cómo se realizan las estadísticas oficiales sobre infectados de sida y descubre que la OMS no tiene estadísticas oficiales, solamente suposiciones y estimaciones, frecuentemente sobrestimadas y las relaciona con la financiación millonaria que reciben las agencias de sida.
El descubrimiento del VIH también es cuestionado, desvelando las irregularidades del doctor Gallo en la forma de anunciar el descubrimiento, cómo Luc Montagnier descubrió un nuevo virus antes que Gallo pero que no sabía cómo estaba relacionado con el sida, cómo a partir de cierto momento, solo se financiarían investigaciones sobre el sida que partieran de la base de que el virus de Gallo era la causa del sida.
Con respecto a cuestiones científicas y biológicas, se insiste que no existen fotografías concluyentes del VIH, que no se sabe cómo el VIH provoca el sida ni cómo el VIH mata las células T, a pesar de la existencia de múltiples fotografías del virus en todas sus fases y de que el código del virus está secuenciado por completo.
Luc Montagnier, codescubridor del virus del VIH, entrevistado y preguntado sobre si el tratamiento del estrés oxidativo en pacientes seropositivos sería adecuado. Montagnier explica que podría ser una estrategia para reducir la tasa de transmisión y explica cómo influye el estrés oxidativo en los pacientes. A pesar de hablar de una hipótesis totalmente diferente, los negacionistas del sida suelen distorsionar esta entrevista calificándola de confesión del descubridor del sida de que la enfermedad no existe.
Como conclusión, el director reflexiona: "tenemos tests que no prueban nada, remedios que matan y estadísticas manipuladas hasta el absurdo, el 90% del VIH en el mundo se corresponde con zonas de gran pobreza y miseria".
Dieciocho científicos entrevistados por Leug declararon que sus respuestas fueron editadas selectivamente para dar la falsa impresión de que la comunidad científica no está de acuerdo con los hechos y datos básicos sobre el VIH y el sida.
Dos de los entrevistados, Neil Constantine y Robin Weiss, citaron ejemplos en los que Leung tergiversó sus palabras de forma "seguramente intencional".

## Personas entrevistadas
- Premios Nobel
  - Luc Montagnier, Premio Nobel de Medicina en 2008 por el descubrimiento del VIH.
  - Francoise Barre-Sinoussi, Premio Nobel de Medicina en 2008 por el descubrimiento del VIH.
  - Kary B. Mullis, Premio Nobel de Química en 1993.
  - David Baltimore, Premio Nobel de Medicina en 1975.
- Instituto de Virología Humana en la Facultad de Medicina de la Universidad de Maryland, Baltimore, USA
  - Robert Gallo, director.
  - Fassil Keteman, director de Pruebas Clínicas.
  - Niel T. Constantine, director de Inmunología Clínica.
- Políticos:
  - Anthony Fauci, consejero sobre sida de la Casa Blanca.
  - Harold Jaffe, director del departamento de Sanidad Pública en Oxford, Inglaterra.
- Weill Cornell Medical College, Nueva York
  - Peter Piots, director ejecutivo de la Respuesta Global a la Epidemia de UNAIDS.
- Grupo de Perth
  - Eleni Papadopulos-Eleopulos
  - John P. Moore, PhD, Catedrático de Microbiología e Inmunología
  - Val Turner, doctor en Medicina
- Centros Nacionales de Control de Enfermedades (CDC) de los USA
  - James Curran, doctor en Medicina y director de la división de sida de 1982 a 1992;
  - Harry Haverkos, epidemiólogo de 1981 a 1984.
  - Joseph B. McCormick, epidemiólogo de 1974 a 1993.
- ACT UP New York
  - Jim Fouratt, miembro fundador.
- Universidad de California, Berkeley
  - Peter Duesberg, catedrático de Biología Molecular y Celular.
- Fundación para la Investigación sobre el Sida (amfAR)
  - Joe Sonnabend, virólogo y microbiólogo, cofundador.
- Project Inform
  - Martin Delaney, director fundador.
- Organización Mundial de la Salud (OMS)
  - James Chin, doctor, expresidente de Unidad de Estadísticas del VIH.
- University College de Londres
  - Robin Weiss, catedrático en Oncología Viral.
- Instituto de Investigación del Sida (UCSF)
  - Nancy Padian, directora de Investigación Internacional.
  - Jay A. Levy, director del Laboratorio para la Investigación del Tumor y virus del sida.
- Personas que dieron positivo en un test del VIH
  - Cristine Maggiore, positivo en test VIH en 1992.
- Otros
  - Hans R. Gelderblom, director de Microscopía Electrónica e Imagen en el Robert Koch Institute, Alemania,
  - Hank Wilson, fundador del Comité para Monitorear Poppers.
  - Michael Gottlieb, primer doctor en diagnosticar un caso de sida.